# W.D. & H.O. Wills Tournament
O W.D. & H.O. Wills Tournament foi um torneio masculino de golfe que fazia parte do calendário anual do Circuito Europeu entre 1968 e 1974. Foi patrocinado pela empresa de cigarros W.D. & H.O. Wills. O torneio usava o formato jogo por tacadas.

## Campeão
| Ano  | Campeão           | País           | Local                  | Pontuação | Margem de vitória | Vice-campeão(ões)         | Prêmio (£) | Ref   |
| ---- | ----------------- | -------------- | ---------------------- | --------- | ----------------- | ------------------------- | ---------- | ----- |
| 1974 | Neil Coles        | Inglaterra     | Kings Norton Golf Club | 283 (−5)  | 1 tacada          | Jack Newton               | 4,000      | [ 1 ] |
| 1973 | Charles Coody     | Estados Unidos | Kings Norton Golf Club | 281 (−7)  | 1 tacada          | Jack Newton               | 2,250      | [ 2 ] |
| 1972 | Peter Thomson     | Austrália      | Dalmahoy Golf Club     | 270 (−14) | 3 tacadas         | Peter Butler              | 2,250      | [ 3 ] |
| 1971 | Bernard Hunt      | Inglaterra     | Dalmahoy Golf Club     | 276 (−8)  | 4 tacadas         | Bob Charles Peter Tupling | 2,000      | [ 4 ] |
| 1970 | Tony Jacklin      | Inglaterra     | Dalmahoy Golf Club     | 267 (−17) | 7 tacadas         | Peter Townsend            | 2,000      | [ 5 ] |
| 1969 | Bernard Gallacher | Escócia        | Moor Park Golf Club    | 275       | 1 tacada          | Christy O'Connor Snr      |            | [ 6 ] |
| 1968 | Peter Butler      | Inglaterra     | Pannal Golf Club       | 281       | 2 tacada          | Bill Large                |            | [ 7 ] |